# Ratliff City
Ratliff City és un poble dels Estats Units a l'estat d'Oklahoma. Segons el cens del 2000 tenia 131 habitants.

## Demografia
Segons el cens del 2000, Ratliff City tenia 131 habitants, 53 habitatges, i 41 famílies. La densitat de població era de 45,2 habitants per km².
Dels 53 habitatges en un 32,1% hi vivien nens de menys de 18 anys, en un 62,3% hi vivien parelles casades, en un 13,2% dones solteres, i en un 20,8% no eren unitats familiars. En el 17% dels habitatges hi vivien persones soles el 13,2% de les quals corresponia a persones de 65 anys o més que vivien soles. El nombre mitjà de persones vivint en cada habitatge era de 2,47 i el nombre mitjà de persones que vivien en cada família era de 2,74.
Per edats la població es repartia de la següent manera: un 25,2% tenia menys de 18 anys, un 3,8% entre 18 i 24, un 26,7% entre 25 i 44, un 27,5% de 45 a 60 i un 16,8% 65 anys o més.
L'edat mediana era de 41 anys. Per cada 100 dones de 18 o més anys hi havia 78,2 homes.
La renda mediana per habitatge era de 23.125 $ i la renda mediana per família de 27.917 $. Els homes tenien una renda mediana de 37.083 $ mentre que les dones 11.250 $. La renda per capita de la població era d'11.080 $. Entorn del 20% de les famílies i el 17,5% de la població estaven per davall del llindar de pobresa.

## Poblacions més properes
El següent diagrama mostra les poblacions més properes.